# Jessica Larive
Pour les articles homonymes, voir Larive (homonymie).
Joke Elisabeth Stefanie (Jessica) Larive , née le 24 novembre 1945 à Voorburg, est une femme politique néerlandaise.
Membre du Parti populaire pour la liberté et la démocratie, elle est députée européenne de 1984 à 1999. 